# ساعت رسمی ایران
 ایران
|  | یوتی‌سی ۲:۰۰+              | ساعت رسمی مصر                                                                                              |
|  | یوتی‌سی ۲:۰۰+ یوتی‌سی ۳:۰۰+ | زمان اروپای شرقی / زمان استاندارد اسرائیل / زمان در فلسطین ساعت تابستانی اروپای شرقی ساعت تابستانی اسرائیل |
|  | یوتی‌سی ۳:۰۰+              | یوتی‌سی ۳:۰۰+ / زمان در ترکیه                                                                               |
|  | یوتی‌سی ۳:۳۰+              | ساعت رسمی ایران                                                                                            |
|  | یوتی‌سی ۴:۰۰+              | یوتی‌سی ۴:۰۰+                                                                                               |

زمان رسمی ایران

ساعت رسمی ایران (کد بین‌المللی IRST یا IT) نسبت به زمان گرینویچ با توجه به تفاضل نصف‌النهار، به اضافهٔ ۳:۳۰+ (یوتی‌سی ۳:۳۰+) در نظر گرفته می‌شود.
ساعت تابستانی در ایران از سال ۱۳۷۲ اعمال گردید و در ۱ خرداد ۱۴۰۱ ساعت تابستانی در ایران رسماً ابطال و از تاریخ ۱ فروردین ۱۴۰۲ عدم اعمال ساعت تابستانی در ایران اجرایی شده و ساعت تابستانی اعمال نمی‌گردد.

## ایجاد ساعت رسمی ایران
ایرج حسابی از قول پدرش محمود حسابی می‌نویسد: «یکی از مشکلات آمدن هواپیما [...] به ایران، نداشتن ساعت در ایران بود. ساعت‌ها در ایران غروب‌کوک بود، و هر شهری یک ساعتی داشت، و ما فاقد وقت بین‌المللی بودیم. با دانشجویان، یک گروه تشکیل دادیم. محاسبهٔ طول و عرض جغرافیایی را آغاز کردیم، و سپس با انگلستان مکاتبه کردیم. گرینویچ بین‌المللی هم، به ما جواب داد [...] و با ۳٫۵ ساعت اختلاف، ساعت ایران تعیین شد.»
به نظر می‌رسد که یکسان شدن وقت رسمی کل ایران با ۳٫۵ ساعت فاصله با گرینویچ، در تاریخ ۲۲ خرداد ۱۳۱۴ و بنا به مصوبهٔ هیئت وزیران صورت گرفته‌است. در بخشنامه‌ای به تاریخ فوق، از طرف وزیر عدلیه، احمد متین‌دفتری می‌نویسد: «برحسب تصویب هیئت محترم دولت مقرر است که من بعد در کلیهٔ ولایات داخلهٔ ایران دوائر دولتی و رسمی ساعت خود را مطابق ساعت طهران (سه ساعت و نیم قبل از ساعت گرینویچ) قرار بدهند[...]». چهار روز بعد، روزنامهٔ اطلاعات به نقل از آژانس پارس می‌نویسد: «طبق تصویب هیئت محترم وزراء عظام ساعت رسمی واحد در کلیه نقاط مملکت شاهنشاهی باید برقرار باشد این ساعت در تمام روابط عمومی مملکت بکار می‌رود و در هر شهر یا قصبه که دفتر تلگراف باشد همهٔ ادارات و مؤسسات ساعت خودشان را باید با ساعت تلگرافخانه مطابق نگاهدارند تا همیشه ساعت شهرها با ساعت تهران یکسان باشد. بدیهی است که تطبیق این ساعت که ساعت رسمی مملکت است مانع این نیست که هر شهری ساعت محلی خود را نیز بتناسب افق آن شهر معین نموده و در احتیاجات خصوصی خود بکار برند بنابر این از طرف وزارت پست و تلگراف و تلفن
به کلیه مراکز تلگرافی ایالات و ولایات دستور لازم صادر گردیده که همه روزه ساعت صحیح را از تلگرافخانه تهران گرفته و به نقاط تابعه بدهند و ضمناً به بلدیه حوزه ادارات مربوط نیز اطلاع بدهند که ساعت خود را از روی ساعت تلگرافخانه تنظیم نمایند». فردای آن روز، همان روزنامه تحت عنوان «تغییر ساعات مختلف در ولایات بساعت واحد» می‌نویسد «از ولایات خبر می‌دهند که برطبق تصویب نامه هیئت وزراء ساعت واحد در ادارات کشوری و لشکری برقرار و متحدالشکل شدن ساعت واحد هم فوق‌العاده جالب توجه گردیده‌است».
در نقشه‌های ساعت رسمی کشورهای مختلف، در نقشه‌ای چاپ ۱۹۲۷ میلادی (حدود ۱۳۰۶ شمسی) ایران وقت محلی دارد (با اختلاف ۳:۲۵:۴۴ با گرینویچ)، در نقشه‌ای چاپ ۱۹۴۰ میلادی (حدود ۱۳۱۹ شمسی) اختلاف زمان با گرینویچ دقیقاً سه ساعت و ۲۵ دقیقه، و در نقشه‌ای چاپ ۱۹۴۱–۱۹۴۳ میلادی (حدود ۱۳۲۰–۱۳۲۲ شمسی)، دقیقاً سه ساعت و نیم است. (توجه شود که ممکن است این نقشه‌ها در تصویر شرایط داخل ایران تأخیر داشته بوده باشند)

## پیش از ساعت رسمی
پیش از وجود ساعت رسمی کشور، ظاهراً مرسوم بوده که هر صبح، هر ظهر و هر غروب، عقربهٔ ساعت شمار روی ساعت ۱۲ (روی دسته) قرار داده می‌شده‌است. به عبارت دیگر، در زمان‌های یادشده، ساعت را صفر منظور نموده و آغاز جدیدی برای محاسبهٔ ساعت در نظر می‌گرفته‌اند. به عنوان مثال ساعت چهار به معنای گذشت چهار ساعت از صبح یا از ظهر یا از شب (بسته به موقعیت زمانی) بوده‌است. در بیشتر موارد ساعت ظهر تیم و سپس غروب‌تیم بوده که با تنظیم بر روی ساعت دوازده کاربرد شرعی هم داشته و هر چند روز یک‌بار تنظیم دقیق می‌شده‌است.

## تغییر ساعت در ایران
در ایران، برای نخستین‌بار، در سالهای ۱۳۵۶ و ۱۳۵۷، ساعت رسمی کشور به ساعات تابستانی و زمستانی تقسیم شد. در سال ۱۳۵۶، از اول فروردین تا اول مهر، ساعت یک ساعت جلو کشیده شد تا چهار ساعت و سی دقیقه با گرینویچ اختلاف داشته باشد. در مهرماه آن سال، ساعت به جای یک ساعت، نیم ساعت عقب کشیده شد و اختلاف ساعت با گرینویچ شد دقیقاً چهار ساعت. در ۴ فروردین ۱۳۵۷ ایران مجدداً ساعت تابستانی اختیار کرد و یک ساعت ساعتها را جلو کشید، که در نتیجه اختلاف ساعت با گرینویچ پنج ساعت شد. اما با وجودی که قرار بود ساعت تابستانی مجدداً در ابتدای مهرماه پایان یابد، هیئت وزرا در ۲۵ تیر ۱۳۵۷ تصویب کرد که ساعت تابستانی در ۱۴ مرداد آن سال (در آستانهٔ ماه رمضان) پایان یابد. به این ترتیب ایران در ۱۴ مرداد ۱۳۵۷ مجدداً به چهار ساعت بعد از گرینویچ برگشت.
در اواخر ۱۳۵۷، در زمان دولت ازهاری یا بختیار، ایران مجدداً به سه ساعت و نیم فاصله از وقت گرینویچ برگشت.
با وجود مخالفت روح‌الله خمینی با تغییر ساعت پیش از انقلاب اسلامی ایران، بعد از انقلاب در سالهای ۱۳۵۸ (۴ خرداد تا ۳۰ شهریور) و ۱۳۵۹ (۱ فروردین تا آخر شهریور) ساعت تابستانی (با چهار و نیم ساعت اختلاف با گرینویچ) مجدداً احیا شد ولی در سالهای بعد از آن به حالت تعلیق درآمد.
در سال ۱۳۷۰ (در زمان ریاست‌جمهوری اکبر هاشمی رفسنجانی) بر اساس محاسباتی هیئت وزیران ایران مصوبه‌ای را به تصویب رساند که طی آن ساعت رسمی کشور همه‌ساله در یکم فروردین یک ساعت جلو کشیده شود و در سی‌ویکم شهریور به حالت نخست بازگردد. ادامهٔ مطالعات در آن دوره نشان داد که حدود ۱۰۰ مگاوات کاهش مصرف در زمان پیک (اوج مصرف) حاصل شده‌است. اما دولت ایران در اسفندماه سال ۱۳۸۴ (پس از ۱۵ سال و در زمان ریاست‌جمهوری محمود احمدی‌نژاد) این مصوبه را ابطال نمود. غلامحسین الهام سخنگوی وقت دولت، در زمان اعلام این تصمیم دولت اعلام نمود که بررسی کارشناسانه‌ای مبنی بر این که تغییر ساعت در کشور منجر به صرفه‌جویی در مصرف انرژی در کشور شده باشد، وجود ندارد. وی دلیل لغو مصوبهٔ پیشین هیئت دولت را «سردرگمی بخش‌های زیادی از جامعه در اثر تغییر ساعت رسمی کشور» و «عدم وجود بررسی‌های دقیق و کارشناسانه برای تأیید صرفه‌جویی در مصرف برق با روش تغییر ساعت» اعلام نمود. این ادعا در حالی مطرح می‌شد که مدتی پیش‌تر از آن مدیر دفتر مدیریت مصرف برق شرکت توانیر از کاهش ۱٫۵ درصدی مصرف برق با تغییر ساعت رسمی کشور در یکم فروردین خبر داده بود، و میزان این صرفه‌جویی ظرف ۶ ماه را بیش از ۷۵ گیگاوات ساعت تخمین زده بود. همچنین برخی نمایندگان مجلس در موافقت با توقف تغییر ساعت، ثابت بودن ساعت را کمکی به بجا آوردن فریضه‌های دینی و کم‌کردن اتلاف زمان میان نماز و ساعت کار معرفی کردند.
پس از آن در سال‌های ۱۳۸۵ و ۱۳۸۶ نمایندگان مجلس شورای اسلامی، طرح‌هایی را در دستور کار خود قرار دادند تا دولت را مکلف به تغییر ساعت رسمی کشور در شش‌ماههٔ نخست سال نمایند اما در نهایت این طرح‌ها به‌صورت قانون در نیامدند. این در حالی بود که منابع مختلف پیشنهادهای مختلفی، همچون تاریخ‌هایی جدید برای آغاز و پایان تغییر ساعت در سال را مطرح می‌کردند.
در نهایت در روز ۳۱ مرداد ۱۳۸۶ قانونی مشتمل بر یک مادهٔ واحده مبنی بر تغییر ساعت رسمی کشور به تصویب مجلس شورای اسلامی رسید.
بنا بر این قانون، ساعت رسمی کشور «ایران» هر سال در ساعت ۲۴ روز یکم (ساعت ۰۰:۰۰:۰۰ روز دوم) فروردین، یک ساعت به جلو کشیده می‌شد و در ساعت ۲۴ روز سی‌اُم (ساعت ۰۰:۰۰:۰۰ روز سی‌ویکم) شهریور؛ به عقب کشیده شده، یعنی به حالت اوّل برگردانده می‌شد.
تغییر ساعت به‌جای آخرین روز تابستان (۳۱ شهریور) به این دلیل در روز ۳۰ شهریور انجام می‌شد تا تداخلی در ساعت بازگشایی مدارس در روز یکم مهرماه نداشته باشد.

## قانون لغو تغییر ساعت در ایران
تعدادی از نمایندگان دوره یازدهم مجلس شورای اسلامی ایران طرحی را تدوین کردند که به موجب آن قانون تغییر ساعت رسمی کشور مصوب سال ۱۳۸۶ مجلس شورای اسلامی را لغو و تغییر ساعت رسمی کشور اتفاق نیفتد. طرح مذکور پس از بررسی در صحن علنی مجلس شورای اسلامی در تاریخ ۲۴ اسفند ۱۴۰۰ تصویب شد اما به دلیل ابهاماتی که شامل مشخص نبودن زمان اجرای قانون و مشخص نبودن اختیار دولت در ارتباط با صلاحیت تصمیم‌گیری برای تغییر ساعت می‌شد مورد تأیید شورای نگهبان قرار نگرفت و پس از برگشت به مجلس و رفع ابهامات در تاریخ ۲۱ اردیبهشت ۱۴۰۱ شورای نگهبان طرح مذکور را خلاف موازین شرع و قانون اساسی تشخیص نداد و این طرح به قانون تبدیل شد. این طرح به وسیله رئیس‌جمهور ایران سید ابراهیم رئیسی در تاریخ ۱ خرداد ۱۴۰۱ به تمام نهادهای دولتی و حاکمیتی ابلاغ شد و از تاریخ ۱ فروردین ۱۴۰۲ لازم‌الاجراست و تا آن زمان دولت ایران باید مقدمات، فرایند و زیرساخت‌های لازم را فراهم کند.